# Heteromycteris matsubarai
Heteromycteris matsubarai es una especie de pez de la familia Soleidae en el orden de los Pleuronectiformes.

## Distribución geográfica
Se encuentran desde las  costas del Japón hasta las de la Mar de la China Meridional.